# Équipe du Brésil de football à la Coupe du monde 1938
L'équipe du Brésil de football participe à sa troisième Coupe du monde lors de l'édition 1938 qui se tient en France du 4 juin 1938 au 19 juin 1938.
L'équipe se présente après une élimination au 1er tour du mondial 1934. Elle se qualifie aux dépens de la Pologne puis de la Tchécoslovaquie et elle perd en demi-finale contre l'équipe italienne, championne du monde en titre. Le Brésil se classe 3e de la compétition après avoir remporté la petite finale contre la Suède.
À titre individuel, l'attaquant Leônidas termine meilleur buteur de l'épreuve avec 7 buts inscrits.

## Phase qualificative
La zone Amérique du Sud est composée de l'Argentine et du Brésil. À la suite de la décision de la FIFA d'organiser de nouveau la Coupe du monde en Europe et non en Amérique du Sud comme prévu initialement par respect du principe d'alternance entre les continents, l'Argentine se retire. Les Brésiliens se qualifient ainsi sans disputer de match comme en 1934.

## Phase finale

### Huitièmes de finale
| 5 juin 1938                         | Brésil | 6 - 5 a.p. | Pologne                                                                                             | Stade de la Meinau (Strasbourg)              |                                              |
| 17 h 30 · Historique des rencontres | Leônidas 18e, 93e, 104e · Romeu 25e · Perácio 44e, 71e                                                               | (3 - 1)    | Scherfke 23e (pen.) · Wilimowski 53e, 59e, 89e, 118e                                                | Spectateurs : 13 000 Arbitrage : Ivan Eklind | Spectateurs : 13 000 Arbitrage : Ivan Eklind |
| 17 h 30 · Historique des rencontres | Rapport |            | | Spectateurs : 13 000 Arbitrage : Ivan Eklind | Spectateurs : 13 000 Arbitrage : Ivan Eklind |
| 17 h 30 · Historique des rencontres | Batatais - Domingos da Guia, Machado - Zezé Procópio, Martim , Afonsinho - Lopes, Romeu, Leônidas, Perácio, Hércules | Équipes    | Madejski - Szczepaniak , Gałecki - Góra, Nyc, Dytko - R. Piec, Piątek, Scherfke, Wilimowski, Wodarz | Spectateurs : 13 000 Arbitrage : Ivan Eklind | Spectateurs : 13 000 Arbitrage : Ivan Eklind |
|                                     | |            | |                                              |                                              |

### Quarts de finale
| 12 juin 1938                        | Brésil | 1 - 1 a.p. | Tchécoslovaquie                                                                                   | Parc Lescure (Bordeaux)                          |                                                  |
| 17 h 00 · Historique des rencontres | Leônidas 30e | (1 - 0)    | Nejedlý 65e (pen.)                                                                                | Spectateurs : 19 000 Arbitrage : Pál von Hertzka | Spectateurs : 19 000 Arbitrage : Pál von Hertzka |
| 17 h 00 · Historique des rencontres | Rapport |            |                                                                                                   | Spectateurs : 19 000 Arbitrage : Pál von Hertzka | Spectateurs : 19 000 Arbitrage : Pál von Hertzka |
| 17 h 00 · Historique des rencontres | Walter - Domingos da Guia, Machado ( 89e) - Zezé Procópio ( 14e), Martim , Afonsinho - Lopes, Romeu, Leônidas, Perácio, Hércules | Équipes    | Plánička - Burgr, Daučík - Košťálek, Bouček, Kopecký - Říha ( 89e), Šimůnek, Ludl, Nejedlý, Puč · | Spectateurs : 19 000 Arbitrage : Pál von Hertzka | Spectateurs : 19 000 Arbitrage : Pál von Hertzka |
|                                     | |            |                                                                                                   |                                                  |                                                  |

| 14 juin 1938 match rejoué           | Brésil                                                                                       | 2 - 1   | Tchécoslovaquie                                                                          | Parc Lescure (Bordeaux)                             |                                                     |
| 18 h 00 · Historique des rencontres | Leônidas 57e · Roberto 62e                                                                   | (0 - 1) | Kopecký 25e                                                                              | Spectateurs : 22 000 Arbitrage : Georges Capdeville | Spectateurs : 22 000 Arbitrage : Georges Capdeville |
| 18 h 00 · Historique des rencontres | Rapport                                                                                      |         |                                                                                          | Spectateurs : 22 000 Arbitrage : Georges Capdeville | Spectateurs : 22 000 Arbitrage : Georges Capdeville |
| 18 h 00 · Historique des rencontres | Walter - Jaú, Nariz - Britto, Brandão, Argemiro - Roberto, Luisinho, Leônidas , Tim, Patesko | Équipes | Burkert - Burgr , Daučík - Košťálek, Bouček, Kopecký - Kreuz, Horák, Ludl, Senecký, Rulc | Spectateurs : 22 000 Arbitrage : Georges Capdeville | Spectateurs : 22 000 Arbitrage : Georges Capdeville |

### Demi-finales
| 16 juin 1938                        | Italie                                                                                              | 2 - 1   | Brésil | Stade Vélodrome (Marseille)                     |                                                 |
| 18 h 00 · Historique des rencontres | Colaussi 51e · Meazza 60e (pen.)                                                                    | (0 - 0) | Romeu 87e | Spectateurs : 33 000 Arbitrage : Hans Wuethrich | Spectateurs : 33 000 Arbitrage : Hans Wuethrich |
| 18 h 00 · Historique des rencontres | Rapport                                                                                             |         | | Spectateurs : 33 000 Arbitrage : Hans Wuethrich | Spectateurs : 33 000 Arbitrage : Hans Wuethrich |
| 18 h 00 · Historique des rencontres | Olivieri - Foni, Rava - Serantoni, Andreolo, Locatelli - Biavati, Meazza , Piola, Ferrari, Colaussi | Équipes | Walter - Domingos da Guia, Machado - Zezé Procópio, Martim , Afonsinho - Lopes, Romeu, Luisinho, Perácio, Patesko | Spectateurs : 33 000 Arbitrage : Hans Wuethrich | Spectateurs : 33 000 Arbitrage : Hans Wuethrich |

### Petite finale
| 19 juin 1938                        | Suède | 2 - 4   | Brésil | Parc Lescure (Bordeaux)                        |                                                |
| 17 h 00 · Historique des rencontres | Jonasson 28e · Nyberg 38e                                                                                                | (2 - 1) | Romeu 44e · Leônidas 63e, 74e · Perácio 80e                                                                            | Spectateurs : 12 000 Arbitrage : John Langenus | Spectateurs : 12 000 Arbitrage : John Langenus |
| 17 h 00 · Historique des rencontres | Rapport |         | | Spectateurs : 12 000 Arbitrage : John Langenus | Spectateurs : 12 000 Arbitrage : John Langenus |
| 17 h 00 · Historique des rencontres | Abrahamsson - Eriksson, Nilsson - Almgren, Linderholm, Svanström - Persson, A. Andersson, H. Andersson, Jonasson, Nyberg | Équipes | Batatais - Domingos da Guia, Machado - Zezé Procópio, Brandão, Afonsinho - Roberto, Romeu, Leônidas , Perácio, Patesko | Spectateurs : 12 000 Arbitrage : John Langenus | Spectateurs : 12 000 Arbitrage : John Langenus |

## Effectif
Adhemar Pimenta est le sélectionneur brésilien durant la Coupe du monde.
| No. | Pos.      | Joueur           | Date de naissance et âge | Sélec. | Club                |
| --- | --------- | ---------------- | ------------------------ | ------ | ------------------- |
| -   | Milieu    | Afonsinho        | 8 mars 1914              |        | São Cristóvão       |
| -   | Milieu    | Argemiro         | 3 juin 1915              |        | Portuguesa Santista |
| -   | Gardien   | Batatais         | 20 mai 1910              |        | Fluminense          |
| -   | Milieu    | Brandão          | 1er janvier 1910         |        | Corinthians         |
| -   | Milieu    | Britto           | 6 mai 1914               |        | América Mineiro     |
| -   | Défenseur | Domingos da Guia | 19 novembre 1912         |        | Flamengo            |
| -   | Attaquant | Hércules         | 2 juillet 1912           |        | Fluminense          |
| -   | Défenseur | Jaú              | 17 décembre 1909         |        | Corinthians         |
| -   | Attaquant | Leônidas         | 9 juin 1913              |        | Flamengo            |
| -   | Attaquant | Lopes            | 1er novembre 1910        |        | Corinthians         |
| -   | Attaquant | Luizinho         | 29 mars 1911             |        | SS Palestra Italia  |
| -   | Défenseur | Machado          | 1er janvier 1909         |        | Fluminense          |
| -   | Milieu    | Martim           | 21 avril 1911            |        | Botafogo            |
| -   | Défenseur | Nariz            | 8 décembre 1912          |        | Botafogo            |
| -   | Attaquant | Niginho          | 12 février 1912          |        | Vasco da Gama       |
| -   | Attaquant | Patesko          | 12 novembre 1910         |        | Botafogo            |
| -   | Attaquant | Perácio          | 2 novembre 1917          |        | Botafogo            |
| -   | Attaquant | Roberto          | 20 juin 1912             |        | São Cristóvão       |
| -   | Attaquant | Romeu            | 26 mars 1911             |        | Fluminense          |
| -   | Attaquant | Tim              | 20 février 1915          |        | Fluminense          |
| -   | Gardien   | Walter           | 17 juillet 1912          |        | Flamengo            |
| -   | Milieu    | Zezé Procópio    | 12 août 1913             |        | Botafogo            |

## Navigation